# Rosário (Alandroal)
Rosário é uma aldeia da atual freguesia de Alandroal (Nossa Senhora da Conceição), São Brás dos Matos (Mina do Bugalho) e Juromenha (Nossa Senhora do Loreto), no Município de Alandroal, no Distrito de Évora.

## História
Foi sede de uma freguesia extinta do concelho do Alandroal.
Embora se desconheça a data exacta da sua fundação, sabe-se documentalmente que já existia no ano de 1588. A freguesia esteve desde sempre integrada no município do Alandroal e confontava a este, com o antigo concelho de Juromenha e oeste e sul com o antigo concelho de Terena. 
A freguesia foi extinta nos primeiros anos do século XX, tendo sido integrada na freguesia de Nossa Senhora da Conceição (Alandroal). Conserva-se a igreja paroquial de Nossa Senhora do Rosário, cuja construção foi iniciada no século XVI.